# Ermita de la Trinitat (Sitges)
L'ermita de la Trinitat és un edifici de Sitges (Garraf) inclòs a l'Inventari del Patrimoni Arquitectònic de Catalunya.

## Descripció
És una ermita de petites dimensions que cau a l'est de Sitges, al cim de la muntanya que, avançant cap al mar, forma la punta de la Ferrosa. S'hi puja per un camí que surt de la carretera N-246, altre accés és el camí que surt des de l'antiga població de Vallcarca. Té una situació admirable, ja que s'hi veu una àmplia panoràmica de la costa, des de la punta de Llobregat fins al cap de Salou. L'edifici és de tipus popular i té al costat una construcció de caràcter modernista. L'ermita està emblanquinada i té un aspecte ben cuidat, ja que constantment s'hi fan feines de conservació

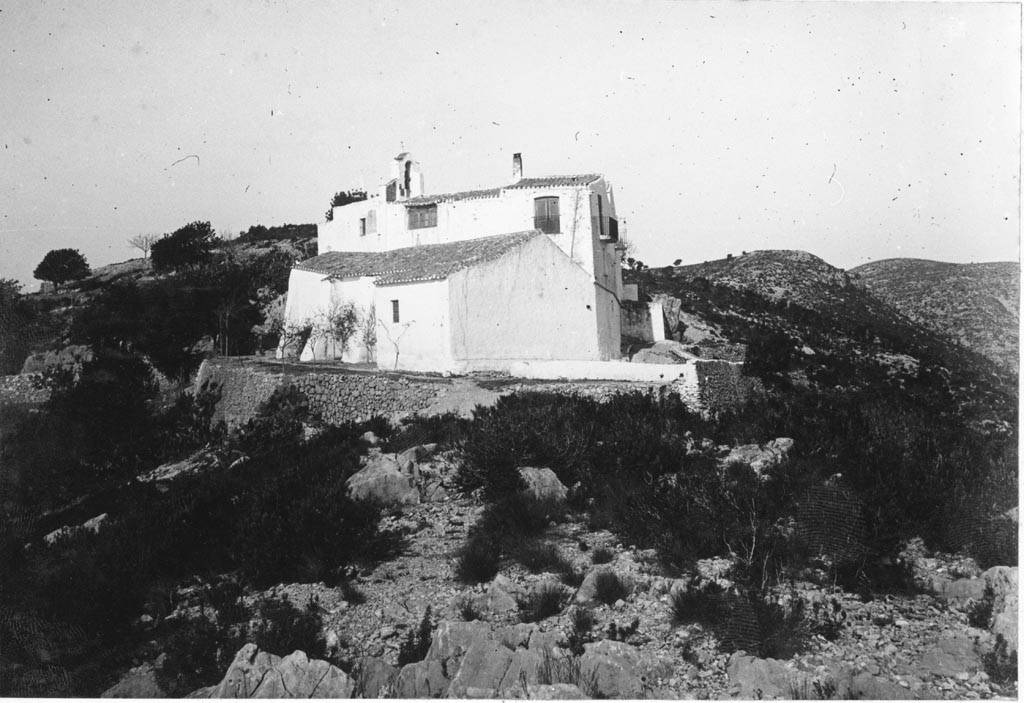
Ermita i casa de la Trinitat, sobre el turó, entre 1890 i 1911

## Història
L'ermita és molt antiga i ja apareix en un document del 1375 en què consta que ja hi havia ermitans. La tradició diu que es va construir perquè en aquells indrets es va trobar una creu amb la imatge de la Santíssima Trinitat. L'actual capella és moderna, ja que a finals del segle xviii es va enfonsar la teulada i es va haver de reconstruir, alhora que s'engrandia l'edifici.